# اندیس بند اوبیک
بند اوبیک یک اندیس غیرفلزی است که در حوالی شهر یزد استان یزد قرار دارد و مادهٔ معدنی موجود در آن، فسفات است.  